# Венценосцев, Николай Петрович
Никола́й Петро́вич Венцено́сцев (31 декабря 1890, Аткарск, Аткарский уезд, Саратовская губерния, Российская империя ― 27 октября 1948, Йошкар-Ола, Марийская АССР, РСФСР, СССР) — русский советский деятель образования и просвещения, педагог. Директор Марийского педагогического института имени Н. К. Крупской (1943―1946), основатель и руководитель Мари-Биляморского школьного городка Сернурского кантона Марийской автономной области (1920―1926). Герой Труда (1923).

## Биография
Родился 31 декабря 1890 года в г. Аткарск ныне Саратовской области в семье педагога. В 1912 году окончил реальное училище, в 1915 году ― учительский институт Казани. Работал педагогом, школьным инструктором губернского ОНО в Вятке.
В 1920 году приехал в Марийский край: основатель, до 1926 года руководитель Мари-Биляморского школьного городка (с 1924 года ― станции народного образования) ныне Мари-Турекского района Марий Эл. В его составе были 2 детсада,  марийская и русская школы  1 и 2 ступени, учительские курсы, детдом, народная библиотека и пр., а коллектив насчитывал 700 человек. Со временем оно стало опытно-показательным учреждением в системе Наркомпроса РСФСР под личным патронажем Н. К. Крупской, с которой Н. П. Венценосцев неоднократно встречался.
С 1926 года  заведовал Марийской областной профтехшколой, в 1927―1929 годах заведовал школьным городком в п. Куженер. С 1933 года был завучем Звениговского педагогического училища, с 1936 года ― завучем, в 1939–1941 годах – директором Козьмодемьянского педагогического училища Марийской АССР. В 1943―1946 годах был директором Марийского педагогического института имени Н. К. Крупской.
За вклад в развитие народного образования в 1923 году ему присвоено звание «Герой Труда». Награждён орденом «Знак Почёта», медалями.
Скончался 27 октября 1948 года в Йошкар-Оле.

## Звания и награды
- Герой Труда (1923)[1][2]
- Орден «Знак Почёта» (1946)[1][2]
- Медаль «За доблестный труд в Великой Отечественной войне 1941—1945 гг.»[1]
- Почётная грамота Президиума Верховного Совета Марийской АССР (1946)[1]

## Память
- С 1996 года его имя носит Мари-Биляморская средняя школа Мари-Турекского района Марий Эл[1][3].
- На здании Мари-Биляморской средней школы Мари-Турекского района Марий Эл в память о нём установлена мемориальная доска[1][6].
- Н. П. Венценосцев стал прототипом главного героя романа «Кӱсле» («Гусли») народного писателя Марийской АССР Василия Юксерна[7][8].